# سلطة البالغين

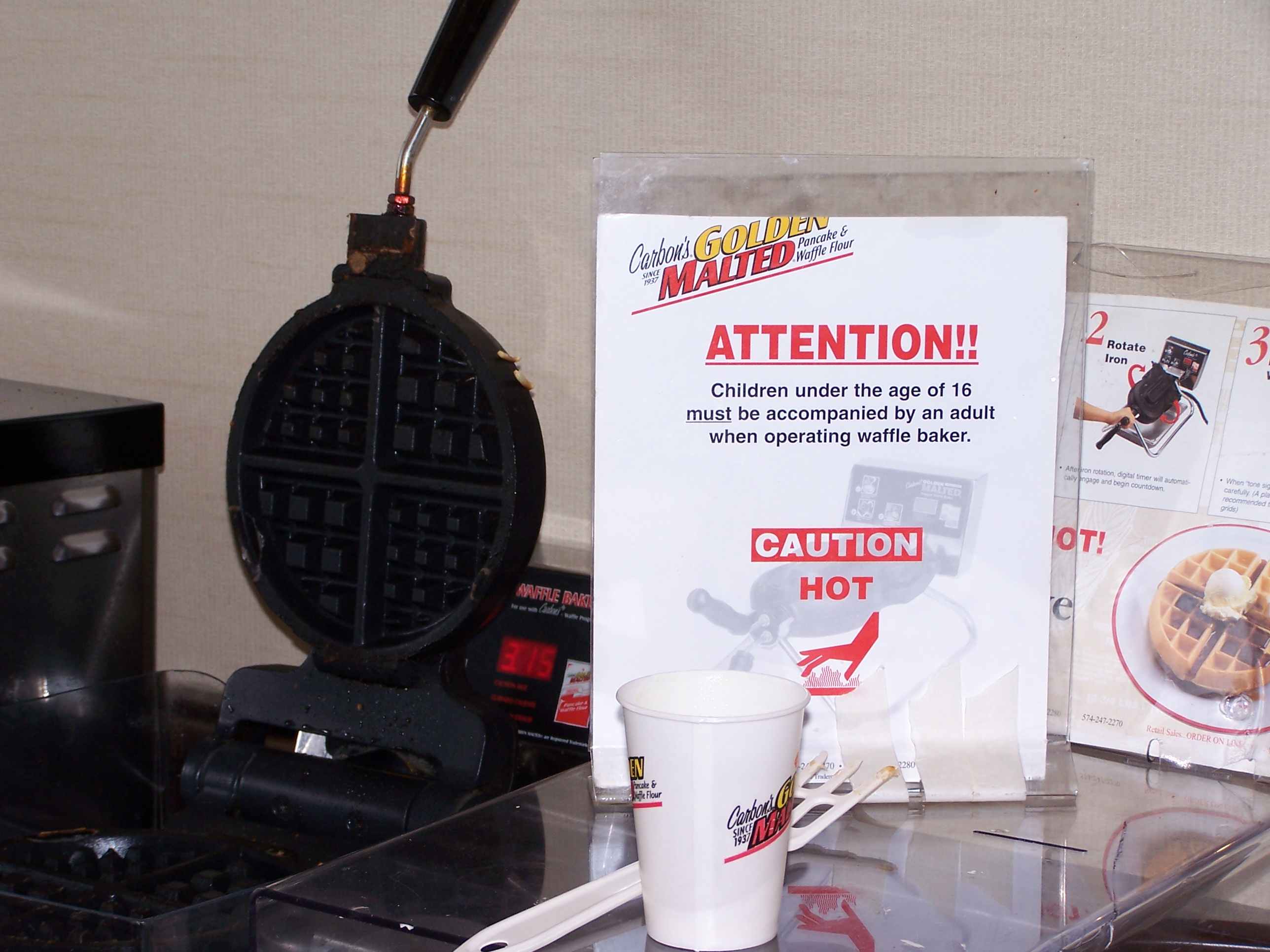

تعرّف سلطة البالغين على أنها «سلطة كبار السن على الأطفال»، وبصورة أدق، تعرّف هذه الظاهرة بأنها [وفقًا لِمَن؟]. ومن المنظور الفلسفي، يتم تعريف هذه المصطلح على أنه «التحيز للبالغين والإدمان الاجتماعي لديهم بما في ذلك أفكارهم وأنشطتهم ومواقفهم.»

## الأسباب
في مقالته الرئيسية عام 1978 أوضح فلاشر أن سلطة البالغين تنشأ عند الاعتقاد بأن الأطفال أقل شأناً، كما تتجسد بالرعاية المفرطة والتملك والتقييد المفرط للأطفال عن طريق الوعي أو اللاوعي. ويتم ربط سلطة البالغين بالإسقاط والتقسيم النفسي، وهي العملية التي يقوم بواسطتها الشخص ذو القوة بعزو مواده اللاواعية والجنسية العدوانية التي لم تحل إلى الطفل.
في الآونة الأخيرة، اقترح اللاهوتيين هيذر إيتون وماثيو فوكس أن سلطة البالغين تنشأ من قمع البالغين للطفل الذي بداخلهم. وقال جون هولت أنه لا يمكن البدء في فهم سلطة البالغين إلا عند فهم أنه لا يوجد ما يسمّى بالفن الطفولي دون التدخل من قبل البالغين. دعمت مايا أنجلو هذا الاقتراح حيث أنها لاحظت ما يلي: «نحن جميعاً مبدعون، ولكن في الوقت الذي كنّا فيه في الثالثة أو الرابعة من عمرنا، قام شخص ما بإخراج الإبداع منّا. بعض الناس يصمتون الأطفال الذين بدأوا في رواية القصص، كما يرقص الأطفال في أسرّتهم إلا أنه سيوجد من يقول لهم أن يبقوا هادئين. في الوقت الذي يوجد فيه عشر أو أثني عشر شخص مبدع، سيريدون أن يصبحون مثلهم مثل غيرهم من الناس.» 

## التصنيف
حدد العديد من الخبراء أشكالاً متعددة من سلطة البالغين، وقدموا تصنيفاً يشمل سلطة البالغين الداخلية وسلطة البالغين المؤسساتية وسلطة البالغين الثقافية وأشكال أخرى.

### سلطة البالغين الداخلية
في أحد المنشورات التي تعممتها مؤسسة دبليو كاي كيلوغ (WK Kellogg) أكد البروفيسور باري تشيكواي من جامعة ميشيغان أن سلطة البالغين الداخلية تجعل الشباب يتساءلون عن شرعيتهم ويشكّوا في قدرتهم على إحداث فرق ويبقون على ثقافة الصمت بينهم.
وبحسب الدراسة التحقيقية: «سلطة البالغين الداخلية تقنعنا كأطفال بأننا لسا ذوي أهمية، يصبح من المهم للغاية بالنسبة لنا كأطفال أن نحصل على موافقة الكبار وأن نكون في حالة جيدة معهم حتى إن كان هذا يعني خيانة الأطفال غيرنا، وبهذا تؤدي سلطة البالغين الداخلية إلى ظواهر كالتلاعب بأشقائنا أو أن نكون» الحيوان الأليف للمعلم«على سبيل المثال لا الحصر.»
تشمل الأمثلة الأخرى لهذا التصنيف من سلطة البالغين على العنف المفروض على الأطفال والشباب من قبل البالغين الذي سيعيشونه مجدداً من خلال العقاب البدني والاعتداء الجنسي والاساءات اللفظية والحوادث المجتمعية التي تشمل حظر دخول الشباب إلى المتاجر دون مرافق من البالغين، بالإضافة إلى ملاحقة الشباب من قبل البالغين والشرطة والأهل والمعلمين دون أي سبب.

### سلطة البالغين المؤسساتية
تبدو سلطة البالغين المؤسساتية واضحة جداً في أي حالة من حالات التحيز النظامي، حيث يتم وضع قيود أو مطالب رسمية على الأشخاص لمجرد صغر سنهم. تعمل السياسات والقوانين والقواعد والهياكل التنظيمية والإجراءات المنهجية كآليات لزيادة وإدامة وغرس البالغين في المجتمع. غالباً ما يتم تعزيز هذه القيود من خلال القوة البدنية أو الإكراه أو إجراءات الشرطة وغالباً ما ينظر إليها على أنها معايير مزدوجة.
قد تشمل المؤسسات التي تكرس سلطة البالغين القطاعات الائتمانية والقانونية والتعليمية والجماعية والدينية والحكومية في مجتمع ما. وقد حددت أدبيات العلوم الاجتماعية الإساءة للبالغين بأنها في سياق عدم المساواة الاجتماعية واضطهاد الأطفال، حيث يحرم الأطفال من حقوق الإنسان ويصبحون ضحايا سوء المعاملة والاستغلال بشكل غير متناسب.

### سلطة البالغين الثقافية
يعتبر البعد الثقافي أكثر الأشكال غموضاً، لكنه أكثر انتشاراً في سلطة البالغين في التحيز وعدم التسامح تجاه الشباب. وهي تعني تقييد واستغلال الأشخاص بسبب صغر سنهم بغض النظر عن قدراتهم وفهمهم. غالباً ما تعزى هذه القيود إلى العبارات الملطفة الممنوحة للبالغين على أساس العمر وحده مثل «حكمة العمر». ويعلّق محرر جريدة الأهل قائلاً: «في معظم الأحيان يتحدث الناس بشكل مختلف عن الأطفال مقارنة بالبالغين وغالباً ما يتصرفون بشكل مختلف أيضاً».

## النتائج

### التقسيم الاجتماعي
يزيد الاعتراف بالتمييز على أساس العمر كشكل من أشكال التعصب في الأوساط الاجتماعية والثقافية حول العالم. يعترف عدد متزايد من المؤسسات الاجتماعية بالأطفال والمراهقين كجماعة أقلية ومضطهدة.يتصارع العديد من الشباب ضد أساطير الراشدين التي تنتشر عبر وسائل الإعلام منذ السبعينيات وحتى التسعينيات.
وقد أظهرت الأبحاث التي تم جمعها من مصدرين (دراسة جامعة كورنيل على الصعيد الوطني، ودراسة أجرتها جامعة هارفرد عن الشباب) أن التقسيم الطبقي الاجتماعي بين الفئات العمرية يؤدي إلى القولبة النمطية والتعميم. على سبيل المثال، الأسطورة التي تنشرها وسائل الإعلام أن جميع المراهقين غير ناضجين وعنيدين ومتمردين. يزعم معارضو سلطة البالغين أن هذا أدى إلى تزايد عدد الشباب والأكاديميين والباحثين وغيرهم من البالغين الذين يتظاهرون ضد سلطة البالغين، مثل تنظيم برامج التعليم والبيانات الاحتجاجية وإنشاء منظمات مكرسة للدعاية للمفهوم ومعالجته.
وفي الوقت ذاته، تظهر الأبحاث أن الشباب الذين يكافحون ضد سلطة البالغين داخل المنظمات الاجتماعية يمتلكون تأثيراً أكبر على الوكالات المذكورة وكذلك على أقرانهم والبالغين الذين يعملون معهم والمجتمع الأكبر الذي تنتمي إليه المنظمة.

### ردود الفعل الثقافية
قد يكون هنالك العديد من الآثار السلبية لسلطة البالغين، بما في ذلك فجوة الأجيال المتنامية. يتخذ رد الفعل الثقافي لسلطة البالغين شكل حركة حقوق الطفل، التي يقودها الشباب الذين يستهدفون استغلالهم في عملهم. يتم استخدام العديد من المنافذ الشعبية للضرب ضد سلطة البالغين، خاصة الموسيقى والأفلام. بالإضافة إلى ذلك، فإن العديد من جهود التغيير الاجتماعي بقيادة الشباب استجابت بطبيعتها لسلطة البالغين وخاصة تلك التي ترتبط بالنشاط الشبابي والنشاط الطلابي، والتي كافحت كل منها في جوانبها الخاصة آثار سلطة البالغين الثقافية والمؤسساتية.

### التطورات الأكاديمية
قامت العديد من المؤسسات الحكومية والأكاديمية والتعليمية في جميع أنحاء العالم بإنشاء سياسات ودراسات ومنشورات تستجيب للعديد من الآثار المترتبة على سلطة البالغين. يمكن القول بأن الكثير من عمل الباحثة مارغريت ميد هو رد على سلطة البالغين. يحلل الباحثين الحاليين عمل تأثيرات سلطة البالغين ومنهم عالم الاجتماع مايك ماليز والمنظم النقدي هنري جيرو.

## النقد
في أكثر أشكاله تطوراً، إن هدف المدافعين عن سلطة البالغين هو ممارسة التحكم السري غير الواعي وغير الخاضع للسيطرة على الأطفال من قبل الكبار، حيث يعتبر أي هجوم على سلطة البالغين يندرج تحت فكرة "قزامة الأطفال" حيث يعتبر أي طفل بالنسبة لهم مجرد "بالغ صغير" أو “بالغ قزم". فهم لا يفهمون أن الطفل يحمل مشاكل مختلفة جداً عن تلك التي تواجه البالغين.
أما في شكله المعتدل، فيتعلق الأمر بسوء استخدام السلطة من قبل البالغين على الأطفال ولا يعلق بإرفاق مسؤوليات البالغين للأطفال لذللك تعتبر معالجة مسألة سلطة البالغين لا يعني عكس هيكل السلطة أو استئصاله تماماً، بدلاً من ذلك ينطوي على تفاوض حول القرارات.